# Vitorchiano
Vitorchiano är en ort och kommun i provinsen Viterbo i regionen Lazio i Italien. Kommunen hade 5 244 invånare (2018).